# 軽井沢ニューアートミュージアム

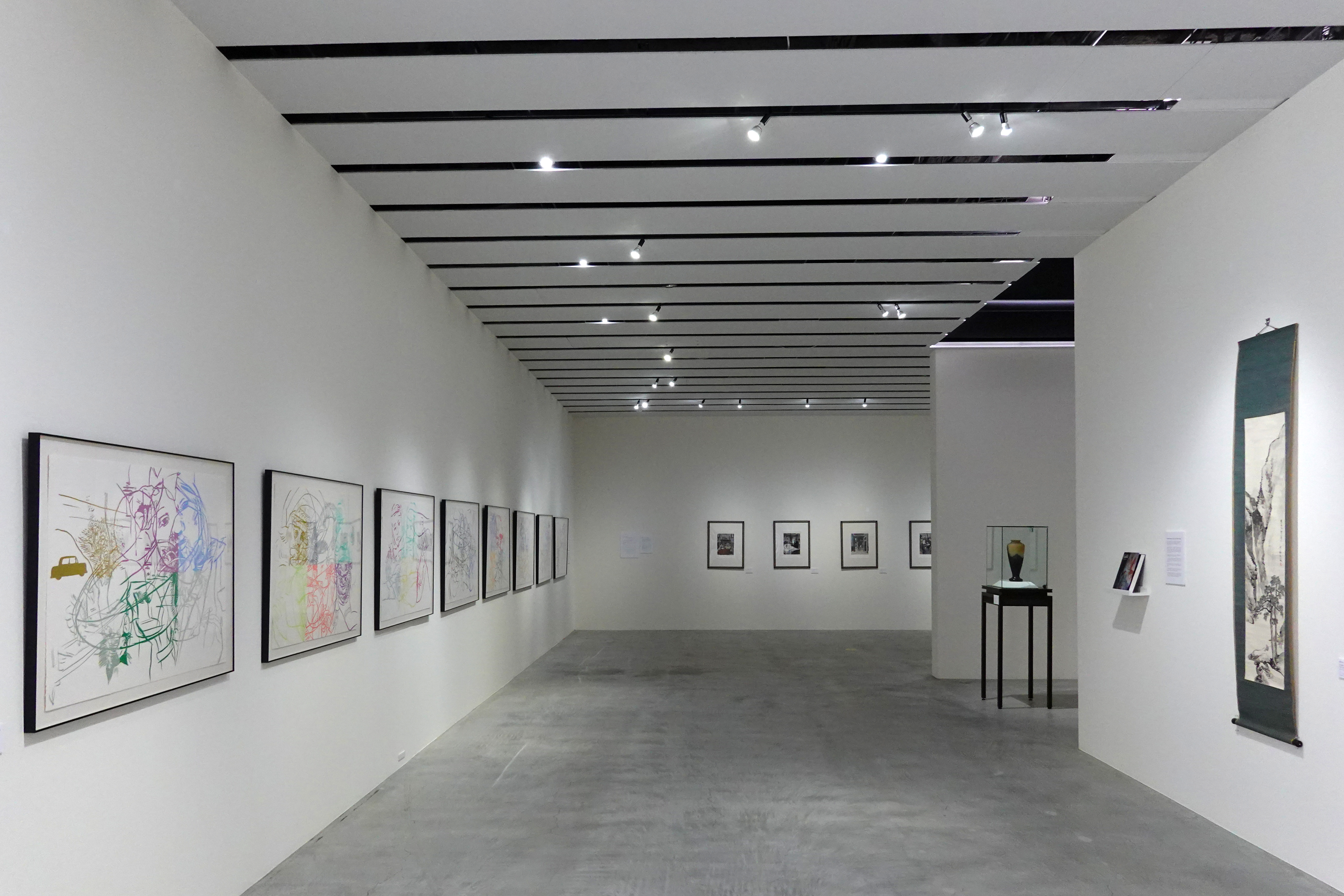
2F ギャラリー

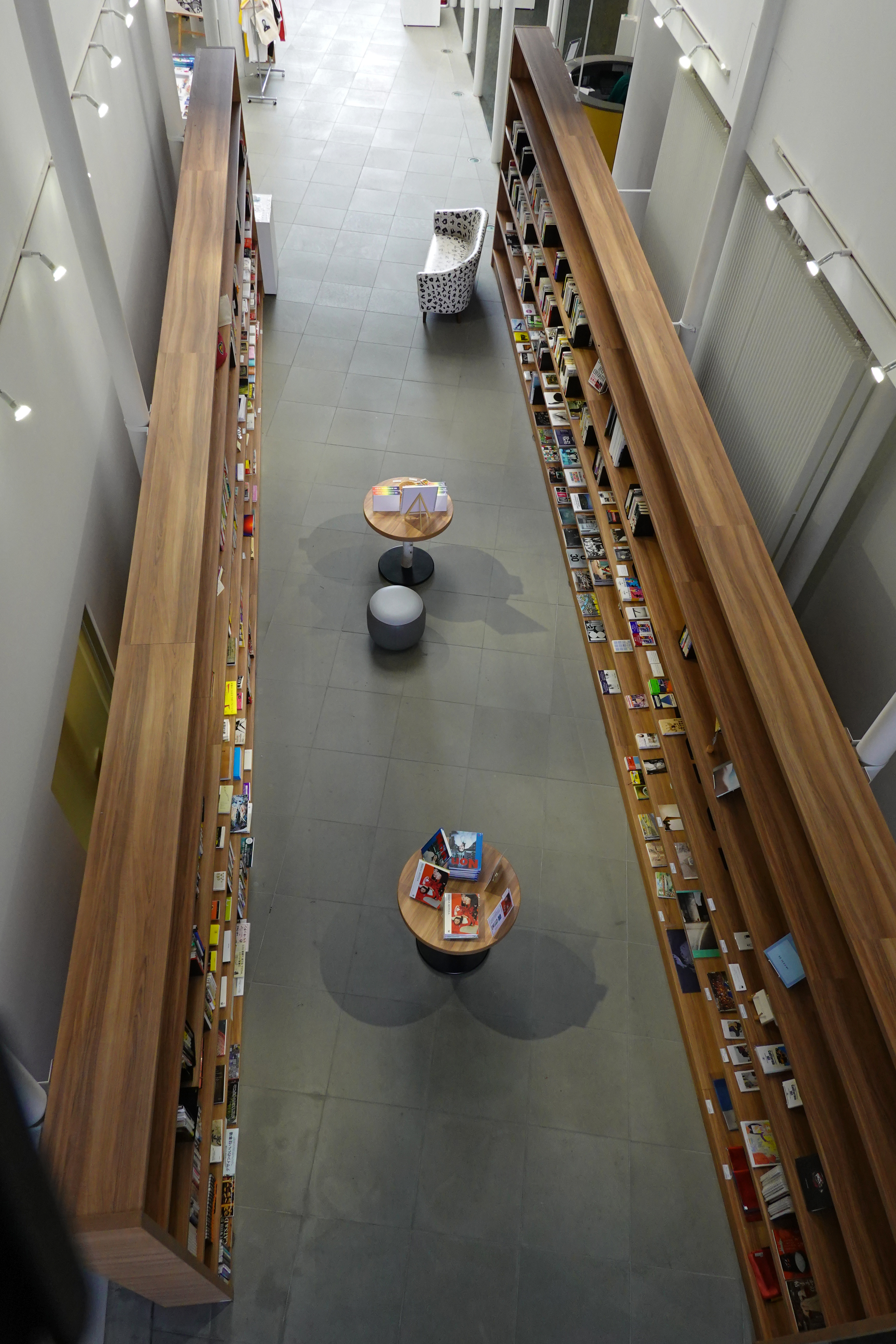
1F ミュージアムショップ

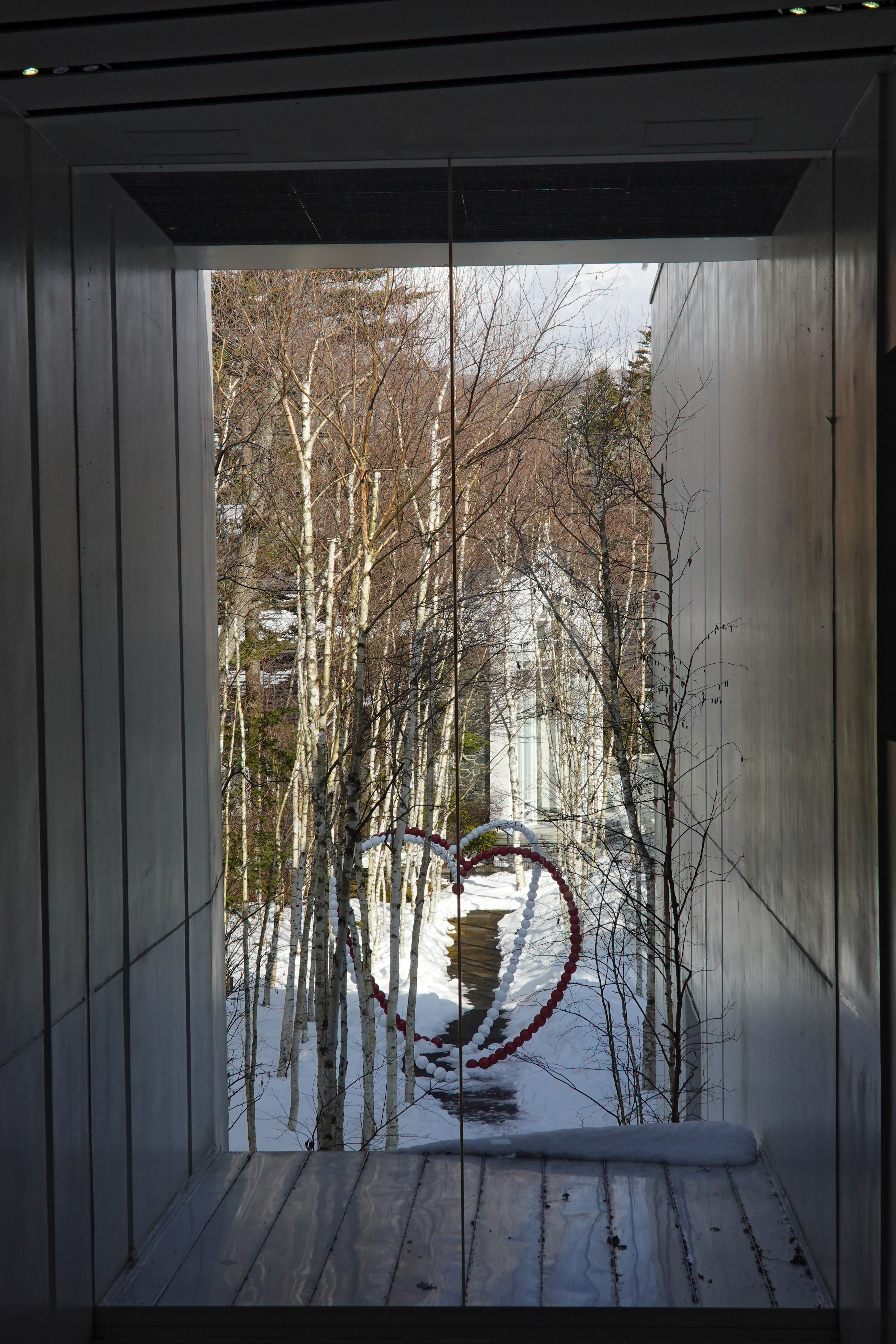
「風通る白樺と苔の森」を2Fから望む

軽井沢ニューアートミュージアム（かるいざわニューアートミュージアム、英: KARUIZAWA NEW ART MUSEUM）は、長野県北佐久郡軽井沢町軽井沢にある現代美術を中心とした私立美術館である。

## 概要
北陸新幹線・しなの鉄道軽井沢駅から旧軽井沢銀座方面へ続く大通り沿い、東雲交差点を過ぎたあたりに位置する。総ガラス張りをベースにカラマツ林をイメージした白い柱をデザイン的に林立させた構造の美術館として、2012年4月に開館した。
設計は建築家西森陸雄によるもの。 白を基調とし、全6展示室からなるミュージアムでは年に2～3回の企画展を開催。1階にはギャラリー、ミュージアムショップ、レストランを有する。
また2015年には建築家隈研吾とフランスの現代美術作家ジャン＝ミシェルオトニエルによる『風通る白樺と苔の森（チャペル）』が誕生した。

## 活動
現代アートに焦点を当てた企画展や普及活動を中心とした活動を行う。草間彌生や具体美術協会などの前衛美術から、浮世絵・春画、井上有一の書、漫画やデザインまでも幅広く現代アートとして捉える。
また具体美術協会の嶋本昭三や鷲見康夫らによるアクションペインティングの公開制作（パフォーマンス）や、向井修二が手掛けたインスタレーション『記号化されたトイレ』（2014年）など作家の招致活動やパブリックアート設置も積極的に行う。
近年では世界中からメールアートを募集した「Mail Art Show」（2016年）の開催や、メールアーティストを招致したミーティングなどを行う。

## 主な展覧会
- 軽井沢の風展〜日本の現代アート1950－現在（いま） （2012年）
- 井上有一 〜日々絶筆 書の前衛アート〜 （2012年）
- わたし超スキッ!!草間彌生〜世界を感動させた自己愛〜 （2013年）
- ジャン＝ミシェル オトニエル「愛の遺伝子展 〜DNA of Love〜」 （2014 - 2015年）
- 具体人 in Karuizawa / 具体人 in Karuizawa 前衛のスタンダード （2015 - 2016年）
- 嶋本昭三展－前衛の衝撃－ （2016年）
- アートはサイエンス （2017 - 2018年）

## 常設作品
開館3周年記念として開催されたジャン＝ミシェル オトニエル「愛の遺伝子展 〜DNA of Love〜」出品作品が常設として館内に展示されている。(第4展示室)この他、これまでのオトニエルを知るための資料や映像も展示されている。また館内中央通路や野外スペースにもパブリックアートとして大型作品が設置。
2階男女共用トイレには具体美術作家、向井修二によるインスタレーション『記号化されたトイレ』がある。 「具体人 in Karuizawa」の開催時に制作されたこのインスタレーションは永久展示として残され、また一般の来館者が実際にトイレとして使用することも可能である。

## 施設
- ギャラリー 
  - 軽井沢ニューアートミュージアムギャラリー
  - ホワイトストーンギャラリー軽井沢店
- ミュージアムショップ
- 風通る白樺と苔の森（チャペル）結婚式場 
  - 建築家隈研吾設計のチャペルとジャン＝ミシェルオトニエルによる野外彫刻『kokoronomon』のコラボレーション建築
- リストランテ ピエトリーノ
- 銀座ダイヤモンドシライシ軽井沢店